# Kelapa Nunggal (plaats)
Kelapa Nunggal is een bestuurslaag in het regentschap Bogor van de provincie West-Java, Indonesië. Kelapa Nunggal telt 17.351 inwoners (volkstelling 2010).